# Zhengitettix hainanensis
Zhengitettix hainanensis är en insektsart som beskrevs av Liang 1994. Zhengitettix hainanensis ingår i släktet Zhengitettix och familjen torngräshoppor. Inga underarter finns listade i Catalogue of Life.